# Province de Huari
La province de Huari (en espagnol : Provincia de Huari) est l'une des vingt provinces de la région d'Ancash, au Pérou. Son chef-lieu est la ville de Huari.
Le fameux site archéologique de Chavín de Huantar se trouve sur le territoire de la province.

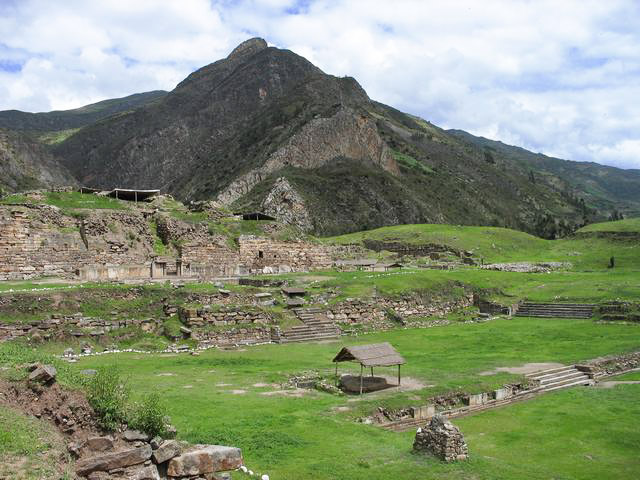
Le site du patrimoine mondial de l'UNESCO de Chavín de Huantar

## Géographie
La province couvre une superficie de 2 771,90 km2. Elle est limitée au nord par les provinces d'Antonio Raymondi, de Carlos Fermín Fitzcarrald et d'Asunción, à l'est par la région de Huánuco, au sud par la province de Bolognesi et à l'ouest par les provinces de Recuay, de Huaraz et de Carhuaz.

## Population
La population de la province s'élevait à 62 598 habitants en 2007.

## Subdivisions
La province de Huari est divisée en seize districts :
- Anra
- Cajay
- Chavín de Huantar
- Huacachi
- Huacchis
- Huachis
- Huantar
- Huari
- Masin
- Paucas
- Pontó
- Rahuapampa
- Rapayán
- San Marcos
- San Pedro de Chaná
- Uco